# 青海柳湾彩陶博物馆
青海柳湾彩陶博物馆是一家位于青海省海东市乐都区柳湾村的陶瓷博物馆。博物馆依托全国重点文物保护单位柳湾遗址而建，建成开放于2004年，藏品逾40000件，是目前中华人民共和国最大的专题彩陶博物馆。

## 历史
青海柳湾彩陶博物馆是依托柳湾遗址而建的专题博物馆。1974年，当地生产大队成员在开荒挖渠时发现了该遗址中的遗存，其后，该遗址先后挖掘出1730座墓葬和近38000件各类文物，包括17000余件彩陶。2000年，当地为配合博物馆建设，开启了新一轮对遗址的挖掘，翌年4月，在国家文物局、青海省财政厅出资，以及日本人小岛镣次郎捐助下（累计570万元人民币），青海柳湾彩陶博物馆动工建设，6月博物馆机构正式成立。2004年4月底，青海柳湾彩陶博物馆落成开馆。2018年9月18日，中国青海柳湾彩陶博物馆入选国家二级博物馆，同年12月25日，该馆被划归海东市人民政府管理。

## 展览规模
青海柳湾彩陶博物馆建筑面积达2200平方米，占地约5800平方米，馆藏文物逾4万件（套），其中一级文物39件（套），二级文物148件（套），三级文物78件（套），品类以陶器为主，彩陶收藏数达约2万件，亦有石器、骨器和玉器等，文化上涵盖新石器时代的马家窑文化的马厂类型、半山类型以及辛店文化和齐家文化。
青海柳湾彩陶博物馆外形类似大通舞蹈纹彩陶盆，展区面积1800平方米。博物馆内部分为上下两层，1层为墓葬复原场景，通过复原考古现场，并以在其中摆放展览考古所得的文物原件的形式向观众展出；2层则为基本陈列《江河源人类史前文明——青海柳湾彩陶展》，其主要展览主题是较为典型、有特色的彩陶。